# 赫爾梅蒂蟲屬
赫尔梅蒂虫属是一属生活在中寒武世的节肢动物。该属包括产自布尔吉斯页岩的其模式种宽赫尔梅蒂虫（Helmetia expansa）和产自捷克Jince组的可能属于该属的尖赫尔梅蒂虫（Helmetia? fastigata）。

## 研究历史
Helmetia expansa于1918年由沃尔科特首次描述，此后没有得到再次详细的描述，2002年，来自捷克的Helmetia? fastigata得到了描述。

## 词源
Helmetia之名来自库特尼国家公园的头盔山（Helmet Mountain），“expansa”则源自拉丁语“宽大”之意，指的是宽赫尔梅蒂虫（Helmetia expansa）宽阔的身体；尖赫尔梅蒂虫（Helmetia? fastigata）的种加词则来自拉丁语“ fastigatus”。该属曾被译为“盔形虫”。

## 特征
躯体宽大，由一个头甲、六个胸部体节和一个大臀板组成。头甲中部凹陷，口板前骨片位于其中，头甲两侧形成角状。两只眼睛位于口板前骨片后，保存为反射点。六个胸部体节薄而宽。臀板大，具两对粗短侧刺和较大的尾刺。